# Gerasimos Germanakos
Gerasimos Germanakos ou Μάκης Γερμανάκος (Makis Germanakos) est un ancien arbitre grec de football des années 1980.

## Carrière
Il a officié dans des compétitions majeures : 
- Coupe de Grèce de football 1983-1984 (finale)
- Coupe de Grèce de football 1984-1985 (finale)
- Coupe UEFA 1988-1989 (finale aller)